# Palácio Gresham
O Palácio Gresham (em húngaro: Gresham-palota)  é um palácio situado em Budapeste, na Hungria, sendo um exemplo da arquitectura Art Nouveau na Europa Central. Construído no início da década de 1900, pertence actualmente a uma companhia irlandesa, a Quinlan Private, e é gerido pelos Four Seasons Hotels and Resorts.

## História

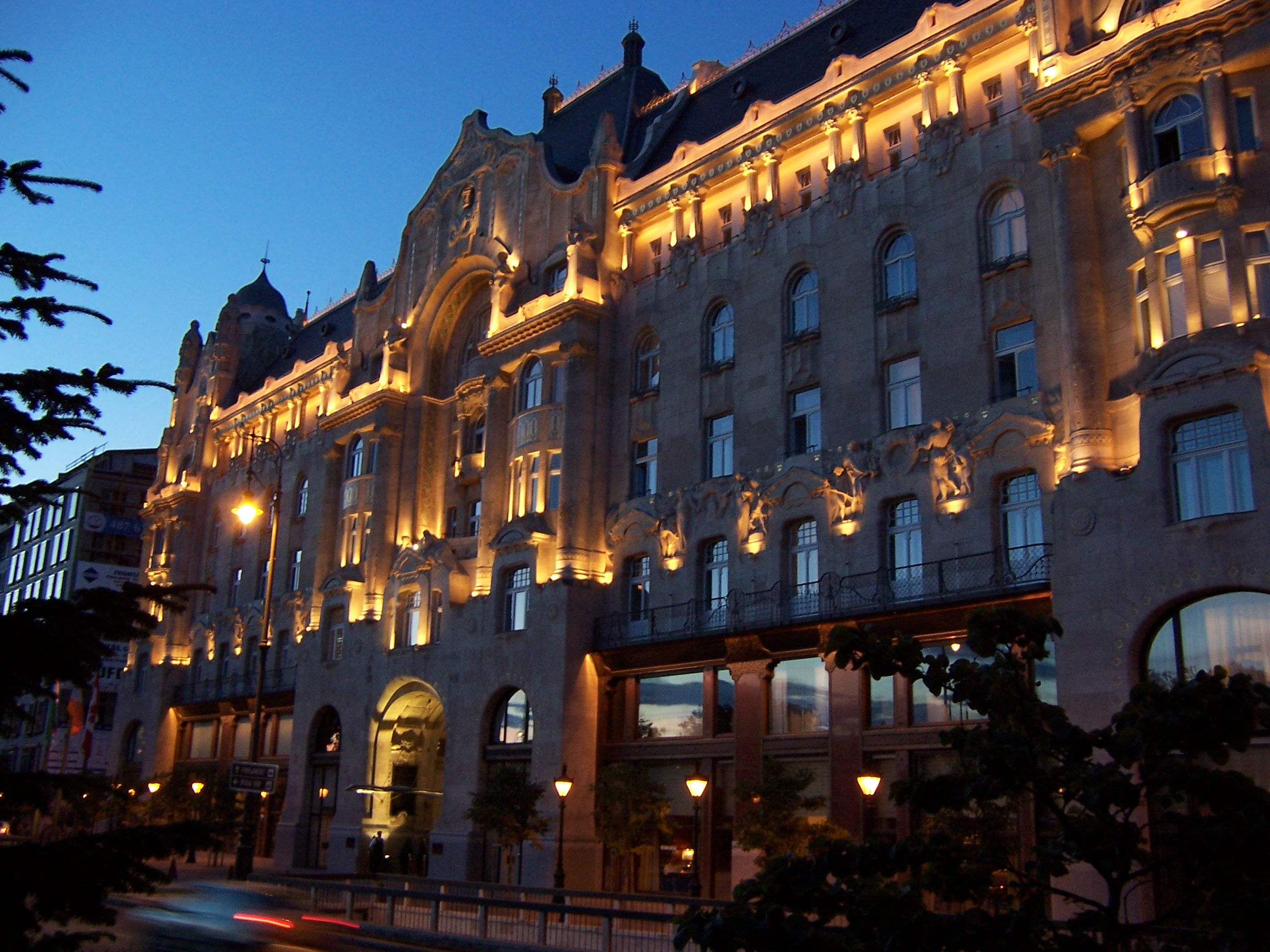
O Palácio Gresham na actualidade.

O lugar onde se ergue o palácio estivera ocupado anteriormente pela Casa Nako, um edifício neoclássico construído em 1827. Em 1880, a firma Gresham Life Assurance Company, com sede em Londres, comprou a propriedade, numa época em que era ilegal investir dinheiro em stocks, mas os arrendamentos eram um sábio investimento. A companhia decidiu construir a sua sede estrangeira no local, e achou que necessitava duma maior espaço para ela. Contrataram o arquitecto local Zsigmond Quittner para desenhar a nova estrutura. A construção do Palácio Gresham teve início em  1904, tendo ficado concluída em 1906.
Originalmente, o palácio serviu como edifício de escritórios, assim como residência para ricos aristocratas britânicos ligados à Companhia Gresham. Durante a Segunda Guerra Mundial, os soldados soviéticos instalaram residência aviadamente no extravagante palácio. Mais tarde, o edifício ficou em mau estado, tendo servido como edifício de apartamentos durante o governo comunista da Hungria.  Quando a democracia foi restaurada, o governo nacional ofereceu o palácio à cidade de Budapeste. Em 2001 foi comprado pela rede Four Seasons, tendo aberto pouco depois como um luxuoso hotel. Entre os detalhes originais restaurados pela Quinlan Private incluem-se amplas escadarias, vitrais, mosaicos, trabalhos em ferro forjado e jardins de inverno suspensos.

## Design
O Palácio Gresham é um refinado exemplo da arquitectura Art Nouveau, especialmente na maneira dos secessionistas de Viena. Os artistas deste movimento tentaram avançar para a erradicação dos ornamentos, focando-se na forma arquitectónica como o ponto central do desenho. O Palácio Gresham exemplifica este estilo com a sua suave fachada que chama a atenção, sobretudo, para a linha curva dos telhados, para as janelas salientes e para as pilastras ao longo da fachada do edifício. O palácio também apresenta belos trabalhos em ferro forjado, incluindo dois magníficos pavões no portão do pátio, os quais são típicos da ornamentação Art Nouveau.